# Arkus sekans

Grafy funkcí arkus sekans a arkus kosekans

Arkus sekans (psáno také jako arkussekans) je cyklometrická funkce. Značí se {\displaystyle \operatorname {arcsec} \,x}.

## Definice
Funkce {\displaystyle y=\operatorname {arcsec} x} je inverzní k funkci {\displaystyle x=\sec y\;\left(0\leq y\leq \pi ,\;y\neq {\frac {\pi }{2}}\right)}; je definována pro {\displaystyle x\in \left(-\infty ,-1\right\rangle \cup \left\langle 1,+\infty \right)}

## Vlastnosti
| Značení:         | {\displaystyle y=\operatorname {arcsec} x\;\;} {\displaystyle \qquad \left(\;{\mbox{resp.}}\quad \sec ^{-1}x\;\right)} |
| Definiční obor   | {\displaystyle \left(-\infty ,-1\right\rangle \cup \left\langle 1,+\infty \right)} |
| Obor hodnot      | {\displaystyle \left\langle 0,{\frac {\pi }{2}}\right)\cup \left({\frac {\pi }{2}},\pi \right\rangle } |
| Omezenost        | Je omezená |
| Monotonie        | Je ryze rostoucí na intervalu {\displaystyle \left(-\infty ,-1\right\rangle } Je ryze rostoucí na intervalu {\displaystyle \left\langle 1,+\infty \right)} Není ryze rostoucí na svém definičním oboru, ale je prostá                                                                        |
| Symetrie         | Není lichá ani sudá, ale graf je souměrný podle středu {\displaystyle (x,y)=\left(0,{\tfrac {\pi }{2}}\right)} |
| Periodicita      | Není periodická |
| Limity           | {\displaystyle \lim _{x\to \pm \infty }\operatorname {arcsec} x={\frac {\pi }{2}}} |
| Inverzní funkce  | {\displaystyle x=\sec y} (sekans) |
| Derivace         | {\displaystyle {\mathrm {d} \over \mathrm {d} x}\,\operatorname {arcsec} x={\frac {1}{\|x\|{\sqrt {x^{2}-1}}}}} |
| Integrál         | {\displaystyle \int \operatorname {arcsec} x\,\mathrm {d} x=x\operatorname {arcsec}(x)-{\frac {x}{\|x\|}}\ln \left\|x+{\sqrt {x^{2}-1}}\right\|+C} |
| Taylorova řada   | {\displaystyle \operatorname {arcsec} x={\frac {\pi }{2}}-x^{-1}-{\frac {1}{3}}x^{-3}-{\frac {3}{40}}x^{-5}-{\frac {5}{112}}x^{-7}+\dots \qquad } v okolí nekonečna |
| Významné hodnoty | {\displaystyle {\begin{array}{c\|ccc}x&-2&-{\sqrt {2}}&-{\frac {2}{\sqrt {3}}}&-1&1&{\frac {2}{\sqrt {3}}}&{\sqrt {2}}&2\\\hline \operatorname {arcsec} x&{\frac {2\pi }{3}}&{\frac {3\pi }{4}}&{\frac {5\pi }{6}}&\pi &0&{\frac {\pi }{6}}&{\frac {\pi }{4}}&{\frac {\pi }{3}}\end{array}}} |

## Vzorce
{\displaystyle {\begin{array}{lcll}\operatorname {arcsec} x+\operatorname {arccsc} x&=&{\frac {\pi }{2}}\\\operatorname {arcsec} x+\operatorname {arcsec}(-x)&=&\pi \\\operatorname {arcsec} x+\operatorname {arcsec} y&=&\operatorname {arcsec} \left({\frac {xy}{1-xy\,{\sqrt {\left(1-{\frac {1}{x^{2}}}\right)\left(1-{\frac {1}{y^{2}}}\right)}}}}\right)\\\operatorname {arcsec} x-\operatorname {arcsec} y&=&\operatorname {arcsec} \left({\frac {xy}{1+xy\,{\sqrt {\left(1-{\frac {1}{x^{2}}}\right)\left(1-{\frac {1}{y^{2}}}\right)}}}}\right)\\\end{array}}}
{\displaystyle \operatorname {arcsec} x=\arccos \left({\frac {1}{x}}\right)}
{\displaystyle \operatorname {arcsec} x=\int _{1}^{x}{\frac {{\mathrm {d} }t}{t\,{\sqrt {t^{2}-1}}}},\quad x\geq 1}
{\displaystyle \operatorname {arcsec} x={\frac {\pi }{2}}-{\frac {\sqrt {1-{\frac {1}{x^{2}}}}}{x-\displaystyle {\frac {2x}{3x^{2}-\displaystyle {\frac {2x^{2}}{5x^{2}-\displaystyle {\frac {12x^{2}}{7x^{2}-\displaystyle {\frac {12x^{2}}{9x^{2}-\dots }}}}}}}}}},\quad |x|>1}